# Pegaso Z-102
Der Pegaso Z-102 ist ein Sportwagen, der von 1951 bis 1958 in Spanien gebaut wurde.

## Hintergrund
Pegaso war ein etablierter Hersteller von LKWs und Autobussen, hat aber von 1951 bis 1958 auch Sportwagen produziert.
Der damalige Pegaso-Chef war der Technikmanager Wifredo Ricart, ehemaliger Designer des Alfa Romeo Tipo 512 und zu jener Zeit ein Kollege und Rivale von Enzo Ferrari bei Alfa Romeo.

## Konstruktion

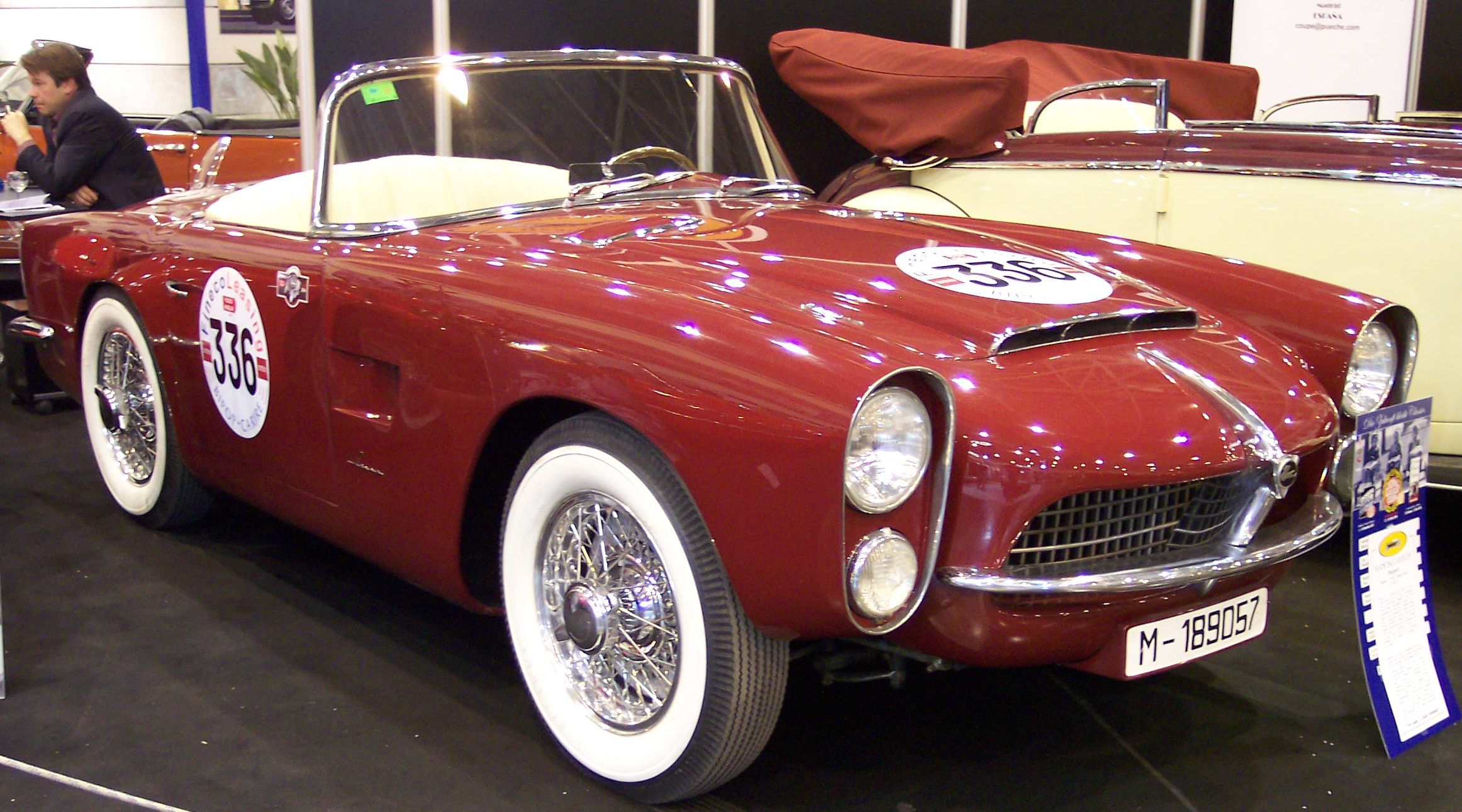
Pegaso Z-102 Cabriolet von 1955

Der Z-102 ist nach dem Konzept eines Rennwagens konstruiert. Alle Bauteile außer den Karosserien wurden im Werk in Barcelona gefertigt, die Karosserien wurden entweder bei Carrozzeria Touring, Serra oder Saoutchik gebaut; die frühen Z-102 Einheiten hatten noch Pegaso-eigene Karosserien. Die Fahrzeuge hatten V8 Motoren mit vier obenliegenden Nockenwellen, ein hinter der Hinterachse angeordnetes, mit dem Differential in einem Gehäuse zusammengebautes 5-Gang-Getriebe mit nicht synchronisiertem erstem Gang und ein Chassis aus Stahlblech. Die Hauptträger des Rahmens hatten große Erleichterungsbohrungen, und die Radkästen wurden als tragende Teile genutzt. Hinten war eine starre De-Dion-Achse eingebaut, die Vorderräder waren einzeln aufgehängt und mit Drehstäben gefedert. Im Heck war ein Tank auf jeder Seite des Getriebes platziert.
1951 wurden zwei Prototypen des Z-102 gebaut, ein Coupé und ein Cabrio. Die Form war jedoch eher plump und die aus Stahl gefertigte Karosserie zu schwer, was zu der Entscheidung führte, sie von externen Karosseriebauern aus Aluminium fertigen zu lassen. Der Karosseriebauer Touring überarbeitete dann die Form; es gab einen anderen Kühlergrill, das Fahrzeug wurde tiefer gelegt, die Position der Nebelscheinwerfer korrigiert und verschiedene Einzelheiten vereinfacht, um ihm ein glatteres Profil zu geben, ähnlich dem der damaligen Aston Martin DB2 und Lancia Aurelia.
Die Z102 ging mit 2,5-l-Motoren (2472 cm³) in Produktion, die auch in den Prototypen verwendet worden waren. Später gab es auch Varianten mit 2,8 l (2816 cm³) und 3.2-l-V8-Motoren (3178 cm³) mit vier obenliegenden Nockenwellen, vier desmodromisch gesteuerten Ventilen pro Zylinder, mehreren Vergasern und auf Wunsch mit Kompressor. Die Leistung reichte von 132 bis 271 kW (175 bis 360 PS), sie wurde durch ein Fünfgang-Getriebe übertragen. Die schnellsten Z-102 konnten 250 km/h erreichen, mehr als ein damaliger Ferrari, wodurch es das schnellste in dieser Zeit produzierte Auto war. Die Basisversion hatte eine Höchstgeschwindigkeit von 192 km/h.
Trotz allem waren die Autos schwer zu fahren und hatten fast keine Rennerfolge. Weil die Autos mit der Prämisse Geld spielt keine Rolle konstruiert wurden, geriet das Unternehmen in finanzielle Schwierigkeiten. Eine vereinfachte und preiswertere Version, die Z-103 mit 3,9, 4,5 und 4,7 Liter-Motoren, wurde erfolglos auf den Markt gebracht und die Z-102 letzten Endes 1958 eingestellt. Die Angaben zu den Stückzahlen schwanken zwischen 86 und 125 Autos, von denen nur eine Handvoll Cabriolets sind.

## Technische Daten
| Pegaso                            | Z-102                                                            |
| --------------------------------- | ---------------------------------------------------------------- |
| Bauzeit:                          | 1953–1958                                                        |
| Motor:                            | vorn längs eingebauter V8-Motor Aluminiumblock und -zylinderkopf |
| Bohrung × Hub:                    | 80 mm × 70 mm                                                    |
| Hubraum:                          | 2816 cm³                                                         |
| Max. Leistung (kleinste Version): | 128 kW (170 PS) bei 6300/min                                     |
| Max. Drehmoment:                  | 220 Nm bei 3600/min                                              |
| Verdichtung:                      | 8,8 : 1                                                          |
| Gemischaufbereitung:              | 4 Weber 36 DCF3 Vergaser                                         |
| Ventilsteuerung:                  | Zwei obenliegende Nockenwellen                                   |
| Kühlung:                          | Wasser                                                           |
| Getriebe:                         | 5 Gang, handgeschaltet                                           |
| Hinterachsübersetzung:            | 4,18:1 bis 5,2:1                                                 |
| Vorderradaufhängung:              | doppelte Querlenker, Drehstabfederung                            |
| Hinterradaufhängung:              | De-Dion-Achse                                                    |
| Bremsen:                          | Trommeln vorn und hinten                                         |
| Lenkung:                          | Zahnstange                                                       |
| Chassis:                          | Stahlblech-Plattformrahmen                                       |
| Aufbau:                           | Stahl, Aluminium auf Stahlrohrgerippe                            |
| Leermasse:                        | 990 kg                                                           |
| Spur vorn/hinten:                 | 1320 mm / 1290 mm                                                |
| Radstand:                         | 2340 mm                                                          |
| Länge:                            | 4100 mm                                                          |
| Höchstgeschwindigkeit:            | 225 km/h                                                         |
| Beschleunigung (0–100 km/h):      | 8,5 s                                                            |
| Treibstoffverbrauch (geschätzt):  | 13,2 bis 14,5 l/100 km                                           |

## Autorennen

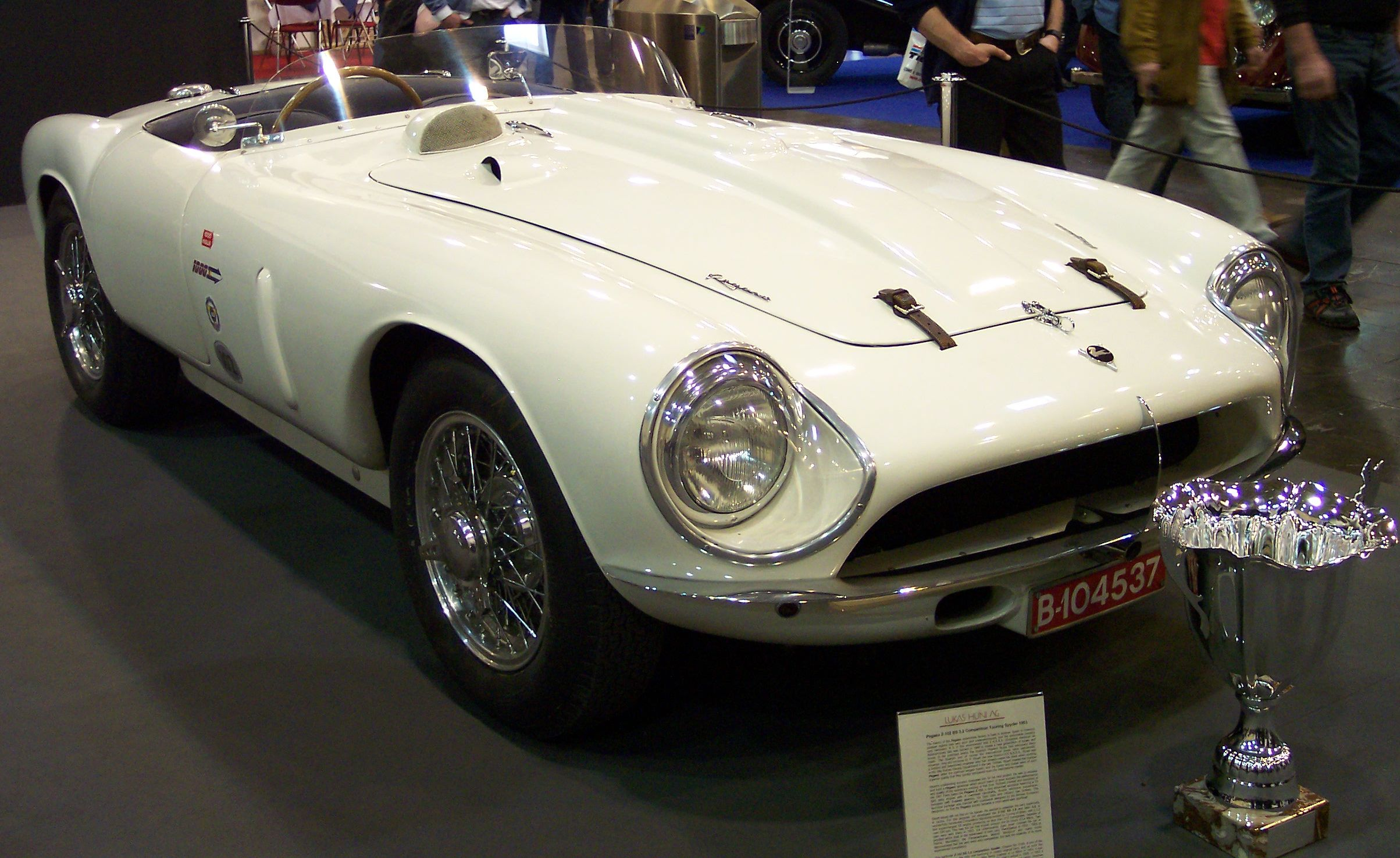
Pegaso Z-102 BS 3.2 Competition Touring Spyder.

Der Pegaso wurde in diversen Wettbewerben eingesetzt, jedoch ohne wirklichen Erfolg. Bei den 1953er 24 Stunden von Le Mans wurde der Fahrer Juan Jover nach einem Unfall bei mehr als 200 km/h schwer verletzt. Ein Pegaso trat auch von Joaquin Palacio gefahren bei der 1954er Carrera Panamericana an – mit viel versprechenden Ergebnissen in den ersten Etappen – aber auch hier verhinderte ein Unfall ein besseres Endergebnis.
Am 25. September 1953 brach in Jabbeke (Belgien) ein Z-102 Touring BS/2.8, gefahren von Celso Fernández, vier offizielle RACB (Royal Automobile Club de Belgique) Weltrekorde. Im schnellsten von ihnen war der Wagen im Durchschnitt über 243 km/h bei fliegendem Start schnell. Der bisherige Rekordhalter war ein Jaguar XK 120. Der eigentlich für den Rekord gedachte Z-102 BSS/2.5 Bisiluro Especial Competición (mit aufgeladenem 2,5-Liter-Motor) konnte aufgrund eines Motorschadens nicht eingesetzt werden.